# Concejal

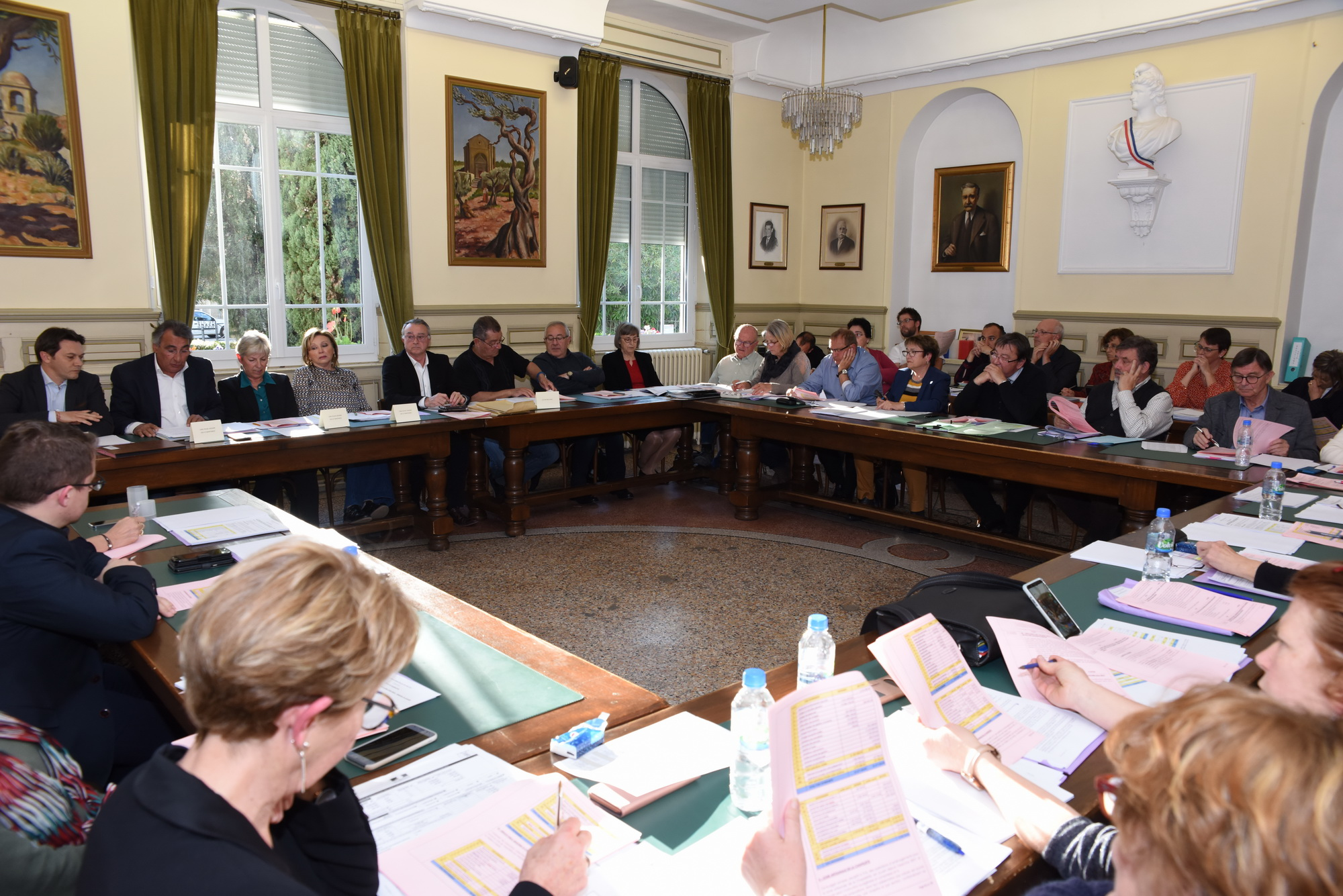
Un grupo de concejales del Municipio de San Martín, Francia.

Un concejal (de «concejo», y éste del latín concilium, ‘asamblea’), edil (del latín aedīlis, magistrado romano) o regidor (del latín regere, ‘gobernar’ y -dor) es un miembro seleccionado para la administración política de los municipios hispanohablantes. Estos forman el órgano colegiado que ejerce de gobierno municipal, y que recibe distintos nombres según el país y periodo histórico (concejo municipal, ayuntamiento, corporación municipal, etc.).
El concejal es el miembro electo de un ente municipal, ejerce su mandato por un período cuya duración suele ser de tres a cuatro años. Las condiciones de la elección, el ejercicio, la continuidad en el cargo y la posibilidad de reelección al final de cada legislatura dependen de la legislación electoral y del régimen local de cada país.

## Funciones

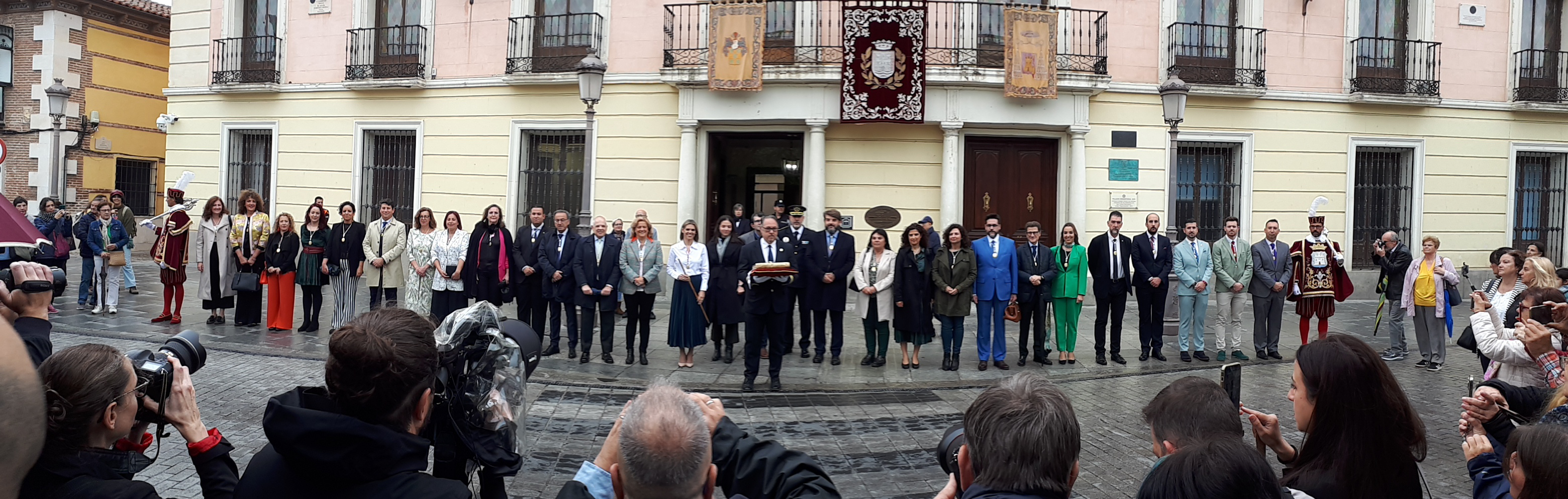
Concejales del municipio de Alcalá de Henares.

El concejal tiene como función la promoción del desarrollo del municipio dentro de diversas áreas (educación, cultura, sanidad, transportes, economía, hacienda, parques y jardines, obras públicas, urbanismo, etc.), para lo que suele especializarse como «concejales de área». También puede especializarse en un distrito u otra división espacial local. Además, desempeña la función de fiscalización del trabajo del alcalde de la ciudad o población. Otro cargo que suele existir es el de teniente de alcalde o vicealcalde. En algunos países, los concejales, al inicio de cada legislatura municipal, nombran de entre ellos a quien va a ocupar el cargo de alcalde, e incluso pueden deponerlo posteriormente y antes de que termine su mandato mediante una moción de censura.[cita requerida]

## Terminología
En la Edad Media y el Antiguo Régimen, tanto en España como en Hispanoamérica se utilizaba el nombre de «regidor» porque ejercían el regimiento de su municipio, siendo entre ellos designados dos alcaldes: uno por el estado llano y otro por el estado nobiliario. 
Actualmente, en España se suele emplear la palabra «regidor» como epíteto para designar al alcalde más que a los concejales. En El Salvador, los concejos se componen de alcalde, síndico y un número de regidores que varía entre seis y catorce, según el censo;
Hasta 1973, en Chile se denominaba regidor al cargo hoy ejercido por el concejal. Entre 1927 y 1935, durante y después de la dictadura de Carlos Ibáñez del Campo, se le denominó «vocal».[cita requerida]
En Chile existe una comisión de concejales dependiente de la Asociación Chilena de Municipalidades y una propuesta privada para el trabajo con concejales de ORBE Internacional, en la cual muestran, mediante un sitio web de concejales, los temas de interés, áreas de trabajo, información legal, vídeos para candidatos, etc. con un enfoque amplio en temas de Concejales para América Latina; además poseen una revista virtual con temas de interés para concejales, la única revista especializada en este tema en Chile e Hispanoamérica. 
En Colombia, la entidad encargada del tema de los concejales es la Federación Nacional de Concejos y Concejales de Colombia (FENACON), entidad que vela por los derechos de los concejales, además de darles asesorías legales y capacitaciones se preocupan por el bienestar de sus asociados con una serie de beneficios.
En Chile y Colombia, el concejal es elegido por elección popular, su cargo dura 4 años y puede ser reelegido seguidamente desde el puesto actual. La administración es independiente en cada país: en Chile, el cargo es solamente fiscalizador y en Colombia es consultivo, propositivo, y poseen un presidente que es independiente del alcalde, el cual decide los destinos de los proyectos que emergen de las propuestas colectivas de la comunidad.
En Costa Rica, Perú, República Dominicana y México, la denominación de regidor sigue usándose en la actualidad para el cargo de concejal. 
En el caso de Perú, se aplica para municipalidades y gobiernos regionales. Se necesita vivir en el lugar donde postula por dos o tres años al menos, según el cargo. Los regidores también tienen funciones fiscalizadoras.
Los concejales en América Latina pueden organizarse en asociaciones y federaciones, con autonomía administrativa y fundamentaciones legales que les autorizan a reunirse bajo entidades que velan por sus derechos y su trabajo público. Además de asesorarlos legalmente, estas asociaciones o federaciones están capacitándolos constantemente en diversos temas legales sobre su trabajo público.
Las autoridades locales, como ahora se les denomina, son quienes trabajan directamente en las bases de las comunidades, las que ven además los problemas de su entorno y las iniciativas que la comunidad propone para mejorar su calidad de vida. Es en los gobiernos locales donde los concejales son esenciales en este trabajo.